# أماكن في القلب (فلم)
أماكن في القلب (بالإنجليزية: Places in the heart)، فيلم أمريكي درامي من إنتاج عام 1984 من بطولة سالي فيلد Sally Field الممثلة الأمريكية الحائزة على جائزة الأوسكار، وداني غلوفر، يدور الفيلم في فترة الكساد العظيم في الولايات المتحدة الأمريكية.

## القصة
تدور أحداث القصة حول مسز سبالدنج التي يقتل زوجها ويتركها غارقة في الديون للبنك الزراعي، لا يكون أمامها سوى بيع المزرعة، إلا أنها تقرر زراعة القطن بمساعدة موسيز الزنجي الذي يقوم بدروه داني غلوفر. وتنجح في زراعة القطن وتسدد الدين للبنك. ثم يحدث أن يتعرض موسيز - داني غلوفر إلى مضايقات من بعض الجماعات العنصرية مما يضطره للرحيل تاركاً إياها.

## وصلات خارجية
- مقالات تستعمل روابط فنية بلا صلة مع ويكي بيانات